# Копа, Игнаций
Игнаций Копа (пол. Ignacy Kopa; 9 ноября 1875, Тщелин — 20 апреля 1929, Познань) — польский шахматист и шахматный деятель.
Происходил из семьи мелких землевладельцев. Вероятно, научился играть в шахматы дома. Активно выступать начал в годы учёбы в Берлине и Аахене (получал инженерное образование). В Аахене возглавлял академический шахматный клуб.
Занимался шахматной композицией. Публиковал свои задачи в журналах «Иллюстрированная Россия» и «Deutsche Schachzeitung». Принимал участие в конкурсах решения шахматных задач.
Дебютировал на международной арене в 1905 году, когда был включен во второй по силе турнир в Бармене. В соревновании Копа занял 9-е место с результатом 9 из 17 (+6-5=6). Выиграл партии у восходящих звезд А. И. Нимцовича и Р. Шпильмана, а также у опытных мастеров А. Реджио, Б. Лейссена, А. Ноймана и О. Петтерссона.
По возвращении в Польшу в 1907—1909 гг. был председателем шахматного клуба в Познани.
В последующие годы посвятил себя работе. Он был совладельцем компании, занимавшейся мелиорацией, а также активно работал в ассоциации техников.
Наряду с шахматами занимался академической греблей.
В 1926 году Копа добился главного спортивного успеха: с результатом 14 из 15 выиграл чемпионат Познани. Как чемпион одного из крупнейших польских городов, получил приглашение на чемпионат страны, но по состоянию здоровья не смог в нём участвовать.
В следующем году в чемпионате Познанского шахматного клуба поделил 4—5 места. Тогда же в матче со сборной Варшавы сыграл вничью с Д. Пшепюркой, а в матче с Вроцлавом победил Крамера и Сикорского.
Последние выступления Копы состоялись в 1929 году, когда он представлял Познань на командном первенстве Польши. Копа выступал на 1-й доске, но без большого успеха: он проиграл Т. Регедзиньскому и А. Блассу. Тогда же был организован матч на звание чемпиона Познани между Копой и А. Войцеховским. Копа выиграл первые 3 партии из 4, однако матч не был закончен ввиду его скоропостижной смерти.